# Wahlen in Grenada 1928
Die Allgemeinen Wahlen in Grenada 1925 (General elections) wurden am 11. April 1928 im karibischen Inselstaat Grenada abgehalten.

## Hintergrund
Das Legislative Council bestand aus 16 Mitgliedern: dem Gouverneur, der auch Präsident des Council war, sieben official members (Beamten), drei ernannten Mitgliedern und fünf gewählten Mitgliedern. Das Wahlrecht war beschränkt auf Männer über 21 Jahren und Frauen über 30 Jahren, die zuvor mindestens zwei Jahre in Grenada gelebt hatten und entweder ein Einkommen von mindestens £30 pro Jahr hatten, Besitz im Wert von mindestens £150 hatten, oder Grundstücke für mindestens £12 pro Jahr gepachtet hatten. Eine Kandidatur war beschränkt auf qualifizierte männliche Wähler mit einem Mindest-Jahreseinkommen von £200 und welche entweder mindestens zwei Jahre in ihrem Wahlkreis gelebt hatten, oder Besitz im Wert von mindestens £500 im Wahlkreis hielten.
Damit waren nur 2.088 Personen überhaupt wählbar, 72 Personen weniger als 1925 (2.159).

## Ergebnisse
Zwei Wahlkreise, St David’s–South St George’s und St George’s, hatten nur einen Kandidaten, welcher unangefochten gewählt wurde.
| Wahlkreis                    | Mitglied                    |
| ---------------------------- | --------------------------- |
| St Andrew’s                  | George Elmore Edwards       |
| St David’s–South St George’s | Joseph de la Mothe          |
| St George’s                  | Theophilus Albert Marryshow |
| St John’s–St Mark’s          | John Fleming                |
| St Patrick’s and Carriacou   | Fitz Henry Copland          |
| Source: Emmanuel             |                             |